# Puebla de San Miguel
Puebla de San Miguel – gmina w Hiszpanii, w prowincji Walencja, we wspólnocie autonomicznej Walencja, o powierzchni 63,58 km². W 2011 roku liczyła 77 mieszkańców.